# Android Ice Cream Sandwich
Android Ice Cream Sandwich fue la cuarta versión principal descontinuada del sistema operativo móvil Android desarrollado por Google. Presentado el 19 de octubre de 2011, Android 4.0 se basó en los cambios significativos realizados por la versión exclusiva para tabletas Android Honeycomb, en un esfuerzo por crear una plataforma unificada para teléfonos inteligentes y tabletas.
Android 4.0 se centró en simplificar y modernizar la experiencia general de Android en torno a un nuevo conjunto de directrices de interfaz humana. Como parte de estos esfuerzos, introdujo una nueva apariencia visual con el nombre en clave "Holo", que se basa en un diseño más limpio y minimalista, y una nueva tipografía predeterminada llamada Roboto. También introdujo varias otras novedades, entre ellas una pantalla de inicio renovada, compatibilidad con la comunicación de campo cercano (NFC) y la posibilidad de "transmitir" contenido a otro usuario utilizando la tecnología, un navegador web actualizado, un nuevo gestor de contactos con integración de redes sociales, la posibilidad de acceder a la cámara y controlar la reproducción de música desde la pantalla de bloqueo, compatibilidad con el correo de voz visual, reconocimiento de rostros para el desbloqueo de dispositivos ("Face Unlock"), la posibilidad de supervisar y limitar el uso de datos móviles y otras mejoras internas.
Android 4.0 recibió críticas positivas por parte de los críticos, que elogiaron la apariencia más limpia y renovada del sistema operativo en comparación con las versiones anteriores, junto con su mejor rendimiento y funcionalidad. Sin embargo, los críticos seguían pensando que algunas de las aplicaciones de serie de Android 4.0 seguían careciendo de calidad y funcionalidad en comparación con sus equivalentes de terceros, y consideraban que algunas de las nuevas características del sistema operativo, en particular la función de "desbloqueo de la cara", eran artilugios.
En abril de 2020, las estadísticas publicadas por Google indican que el 0,2% de todos los dispositivos Android que acceden a Google Play ejecutan Ice Cream Sandwich.

## Desarrollo
Después del lanzamiento exclusivo para tabletas "Honeycomb", se anunció en Google I/O 2011 que se enfatizaría la próxima versión de Android, cuyo nombre en código es "Ice Cream Sandwich" (ICS), proporcionando una experiencia de usuario unificada entre teléfonos inteligentes y tabletas. En junio de 2011, también comenzaron a surgir detalles en torno a un nuevo teléfono Nexus de Samsung para acompañar a ICS, que excluiría notablemente las teclas de navegación de hardware. El blog de Android RootzWiki publicó fotos en agosto de 2011 que mostraban un Nexus S ejecutando una compilación de ICS, mostrando un nuevo diseño de menú de aplicación parecido al de Honeycomb y una nueva interfaz con acento azul. Un evento de lanzamiento oficial para Android 4.0 y el nuevo teléfono Nexus estaba originalmente programado para el 11 de octubre de 2011, en una feria comercial de CTIA en San Diego. Sin embargo, por respeto a la muerte del cofundador de Apple, Steve Jobs, Google y Samsung pospusieron el evento hasta el 19 de octubre de 2011 en Hong Kong. Android 4.0 y su dispositivo de lanzamiento, el Galaxy Nexus, se dieron a conocer oficialmente el 19 de octubre de 2011. Andy Rubin explicó que 4.0 estaba destinado a proporcionar una experiencia de usuario "atractiva e intuitiva" en teléfonos inteligentes y tabletas.
Matías Duarte, vicepresidente de diseño de Google, explicó que el desarrollo de Ice Cream Sandwich se basó en la pregunta "¿Cuál es el alma de la nueva máquina?"; Los estudios de usuarios concluyeron que la interfaz de Android existente era demasiado complicada y, por lo tanto, impedía que sus dispositivos "empoderaran" a los usuarios. La apariencia visual general de Android se optimizó para Ice Cream Sandwich, basándose en los cambios realizados en Android 3.0 orientado a tabletas, su primer proyecto en Google; Duarte admitió que su equipo había reducido el soporte para pantallas más pequeñas en Honeycomb para priorizar el soporte suficiente para tabletas, ya que quería que los fabricantes de equipos originales de Android "dejen de hacer tonterías como tomar la interfaz de usuario de un teléfono y extenderla a una tableta de 10 pulgadas". A juzgar por los principales competidores de Android, Duarte sintió que la interfaz de iOS era demasiado esquemórfica y cursi, el lenguaje de diseño Metro de Windows Phone se parecía demasiado a la "señalización del baño del aeropuerto", y que ambos sistemas operativos se esforzaron demasiado en imponer la conformidad ", [sin] salir cualquier espacio para que el contenido se exprese ". Para Ice Cream Sandwich, su equipo tenía como objetivo proporcionar pautas de diseño de interfaz que evocaran una apariencia moderna, al tiempo que permitían flexibilidad a los desarrolladores de aplicaciones. Él caracterizó el aspecto revisado de Ice Cream Sandwich como "atenuado el cociente de nerd geek" en comparación con Honeycomb, que tenía una apariencia más futurista que fue comparada por los críticos con la estética de Tron.
En enero de 2012, tras el lanzamiento oficial de Ice Cream Sandwich, Duarte y Google lanzaron un portal de Android Design, que presenta directrices de interfaz humana, mejores prácticas y otros recursos para desarrolladores que crean aplicaciones de Android diseñadas para Ice Cream Sandwich.

## Lanzamiento
El Galaxy Nexus fue el primer dispositivo Android que se envió con Android 4.0. Android 4.0.3 se lanzó el 16 de diciembre de 2011, proporcionando correcciones de errores, una nueva API de transmisión social y otras mejoras internas. El mismo día, Google inició el lanzamiento de Ice Cream Sandwich al predecesor del Galaxy Nexus, el Nexus S. Sin embargo, el 20 de diciembre de 2011, el lanzamiento del Nexus S se "pausó" para que la empresa pudiera "monitorear los comentarios" relacionados con la actualización.
El 29 de marzo de 2012, se lanzó Android 4.0.4, que prometía mejoras de rendimiento en la rotación de la cámara y la pantalla, y otras correcciones de errores.
El soporte de Google Play Services para 4.0 finalizó en febrero de 2019.

## Características

### Diseño visual
La interfaz de usuario de Android 4.0 representa una evolución del diseño introducido por Honeycomb, aunque la estética futurista de Honeycomb se redujo a favor de un diseño plano con acento azul neón, bordes duros y sombras paralelas para la profundidad. Ice Cream Sandwich también introdujo una nueva fuente de sistema predeterminada, Roboto; diseñado internamente para reemplazar la familia de fuentes Droid, Roboto está optimizado principalmente para su uso en pantallas móviles de alta resolución. La nueva apariencia visual de Ice Cream Sandwich se implementa mediante un conjunto de herramientas de widgets conocido como "Holo"; para garantizar el acceso al estilo Holo en todos los dispositivos, incluso si utilizan una máscara de interfaz personalizada en otro lugar, todos los dispositivos Android certificados para enviarse con Google Play Store (anteriormente Android Market) deben proporcionar la capacidad para que las aplicaciones usen el tema Holo sin modificar.
Al igual que con Honeycomb, los dispositivos pueden mostrar los botones de navegación ("Atrás", "Inicio" y "Aplicaciones recientes") en una "barra del sistema" en la parte inferior de la pantalla, eliminando la necesidad de equivalentes físicos. El botón "Menú" que estaba presente en generaciones anteriores de dispositivos Android está en desuso, a favor de presentar botones para acciones dentro de aplicaciones en "barras de acción", y elementos de menú que no caben en la barra en menús de "desbordamiento de acciones", designados por tres puntos verticales. Los botones de "búsqueda" de hardware también están en desuso, a favor de los botones de búsqueda dentro de las barras de acción. En dispositivos sin una tecla "Menú", se muestra una tecla "Menú" temporal en la pantalla mientras se ejecutan aplicaciones que no están codificadas para admitir el nuevo esquema de navegación. En los dispositivos que usan una tecla "Menú" de hardware, los botones de desbordamiento de acciones están ocultos en las aplicaciones y se asignan a la tecla "Menú".

### Experiencia de usuario
La pantalla de inicio predeterminada de Ice Cream Sandwich muestra una barra de búsqueda de Google persistente en la parte superior de la pantalla, un muelle en la parte inferior que contiene el botón del cajón de aplicaciones en el medio y cuatro espacios para accesos directos de aplicaciones a su lado. Las carpetas de aplicaciones se pueden formar arrastrando una aplicación y colocándola sobre otra. El cajón de aplicaciones está dividido en dos pestañas; uno para aplicaciones, y el último con widgets que se colocarán en las páginas de la pantalla de inicio. Los propios widgets pueden cambiar de tamaño y contener contenido de desplazamiento. Android 4.0 contiene un mayor uso de gestos de deslizamiento; Las aplicaciones y notificaciones ahora se pueden eliminar del menú de aplicaciones recientes y descartarse del área de notificaciones deslizándolas hacia afuera, y una serie de acciones y aplicaciones de Google ahora usan una nueva forma de pestañas, en las que los usuarios pueden navegar entre diferentes paneles tocando su nombre en una tira o deslizando el dedo hacia la izquierda y hacia la derecha.
La aplicación del teléfono se actualizó con un diseño Holo, la capacidad de enviar respuestas de mensajes de texto preconfiguradas en respuesta a las llamadas entrantes y la integración de correo de voz visual dentro de la pantalla del registro de llamadas. La aplicación del navegador web incorpora versiones actualizadas de WebKit y V8, admite la sincronización con Google Chrome, tiene un modo de anulación para cargar una versión orientada al escritorio de un sitio web en lugar de una versión orientada a dispositivos móviles, así como la navegación sin conexión. La sección "Contactos" de la aplicación del teléfono se dividió en una nueva aplicación "Personas", que ofrece integración con redes sociales como Google+ para mostrar publicaciones recientes y sincronizar contactos, y un perfil "Yo" para el usuario del dispositivo. La aplicación de la cámara fue rediseñada, con una reducción del retardo del obturador, detección de rostros, un nuevo modo panorámico y la capacidad de tomar fotografías de un video que se está grabando en modo de videocámara. La aplicación de galería de fotos ahora contiene herramientas básicas de edición de fotos. La pantalla de bloqueo ahora admite "Face Unlock", incluye un atajo para iniciar la aplicación de la cámara y puede albergar controles de reproducción para reproductores de música. El teclado incorpora algoritmos de autocompletar mejorados y las mejoras en la entrada de voz permiten el dictado continuo. También se agregó la capacidad de tomar capturas de pantalla manteniendo presionados los botones de encendido y "Bajar volumen" juntos.
En los dispositivos que admiten la comunicación de campo cercano (NFC), "Android Beam" permite a los usuarios compartir enlaces al contenido de aplicaciones compatibles al sostener la parte posterior de su dispositivo contra la parte posterior de otro dispositivo Android equipado con NFC y tocar la pantalla cuando se le solicite. Ciertas aplicaciones del "Sistema" (en particular aquellas precargadas por los operadores) que no se pueden desinstalar ahora se pueden deshabilitar. Esto oculta la aplicación y evita que se inicie, pero la aplicación no se elimina del almacenamiento. Android 4.0 introdujo funciones para administrar el uso de datos en redes móviles; los usuarios pueden mostrar la cantidad total de datos que han utilizado durante un período de tiempo y mostrar el uso de datos por aplicación. El uso de datos en segundo plano se puede deshabilitar globalmente o por aplicación, y se puede establecer un límite para deshabilitar automáticamente los datos si el uso alcanza una cierta cuota calculada por el dispositivo.

### Plataforma
Android 4.0 hereda las adiciones de plataforma de Honeycomb y también agrega soporte para sensores de temperatura y humedad ambiental, Bluetooth Health Device Profile, comunicación de campo cercano (NFC) y Wi-Fi Direct. El sistema operativo también proporciona soporte mejorado para la entrada de lápiz y ratón, junto con nuevas API de accesibilidad, calendario, llavero, revisión ortográfica, redes sociales y redes privadas virtuales. Para soporte multimedia, Android 4.0 también agrega soporte para ADTS AAC, contenedores Matroska para Vorbis y VP8, WebP, transmisión de VP8, OpenMAX AL y HTTP Live Streaming 3.0.

## Recepción
Android 4.0 fue lanzado con una recepción positiva: Ars Technica elogió la interfaz de usuario de Holo por tener un "sentido de identidad y coherencia visual que antes faltaba" en comparación con las versiones anteriores de Android, y también cree que el nuevo estilo de interfaz podría ayudar a mejorar la calidad de aplicaciones de terceros. Las aplicaciones estándar de Android 4.0 también fueron elogiadas por tener una funcionalidad ligeramente mejor en comparación con las versiones anteriores. Se observaron otras características, como las mejoras en la entrada de texto y voz, junto con los controles de uso de datos (especialmente dado el uso cada vez mayor de planes de datos medidos) y sus mejoras generales de rendimiento en comparación con Gingerbread. Sin embargo, la función de Face Unlock fue criticada por ser un artilugio inseguro y, aunque proporciona una experiencia mejorada con respecto a la versión anterior, algunas de sus aplicaciones de stock (como su cliente de correo electrónico) fueron criticadas por ser inferiores a las alternativas de terceros.
Engadget también reconoció la calidad madura de la experiencia de Android en Ice Cream Sandwich y elogió la sensación moderna de su nueva interfaz en comparación con Android 2.3, junto con algunas de las nuevas características proporcionadas por las aplicaciones de valores de Google y el sistema operativo en sí. En conclusión, Engadget consideró que Android 4.0 era "un sistema operativo magnífico que ofrece un gran rendimiento y, en su mayor parte, no parece un esfuerzo a medias". Sin embargo, Engadget todavía sentía que algunas de las nuevas características de Android 4.0 (como Desbloqueo facial) tenían una "sensación beta", señaló la falta de integración de Facebook con la nueva aplicación People y que el sistema operativo aún no era tan intuitivo para nuevos usuarios como sus competidores.
PC Magazine reconoció la influencia de Windows Phone 7 en la nueva aplicación "People" y mejoró el rendimiento de referencia en el navegador web, pero consideró que tanto Android Beam como Face Unlock eran artilugios, y criticó la falta de soporte para ciertas aplicaciones y Adobe Flash en el lanzamiento.

## Fin de soporte
En diciembre de 2018, Google confirmó a través de su página oficial que ya no actualizaría los Servicios de Google Play más allá de la versión 14.7.99 para dispositivos que usen Android Ice Cream Sandwich, subiendo el requerimento de api a 16x, correspondiente a Android 4.1x. Google Chrome al igual que la app de YouTube finalizaron su soporte para ICS en 2015.
En septiembre de 2021, WhatsApp confirmó que los dispositivos que aun utilicen Android 4.0 no serán soportados a partir de noviembre de ese mismo año.